# Tachycnemis seychellensis
Tachycnemis seychellensis is een kikker uit de familie rietkikkers (Hyperoliidae). De soort werd voor het eerst wetenschappelijk beschreven door André Marie Constant Duméril en Gabriel Bibron in 1841. Oorspronkelijk werd de wetenschappelijke naam Eucnemis seychellensis gebruikt. Het is de enige soort uit het geslacht Tachycnemis.

## Voorkomen en habitat
Tachycnemis seychellensis komt zoals de wetenschappelijke soortnaam seychellensis aangeeft uitsluitend voor op de Seychellen, een eilandengroep voor de oostkust van Afrika. Van de zes hier endemische soorten is dit de enige boomkikker. De habitat bestaat uit de overblijfselen van de tropische regenwouden op vier van de eilanden die tot de Seychellen behoren; Mahé, Silhouette, La Digue, en Praslin. De microhabitat bestaat uit de kruinen van hoge bomen en palmbomen. Ondanks het relatief kleine verspreidingsgebied komt de soort nog algemeen voor, alleen van de meer recent ontdekte populatie op Silhouette is niet precies bekend hoe groot de populatie is.

## Uiterlijke kenmerken
De lengte van de vrouwtjes bedraagt maximaal 7,5 centimeter, mannetjes blijven kleiner en bereiken een lengte van 5,1 cm. De kleur varieert enigszins per populatie; op sommige eilanden zijn de mannetjes bruin en de vrouwtjes groen, op andere eilanden zijn beide seksen groen. De groene exemplaren hebben een intens groene tot groen-gele kleur. Zoals veel rietkikkers heeft ook deze soort hechtschijven, die aan de voorpoten zijn kleiner dan die aan de achterpoten.

## Levenswijze
De kikker is nachtactief, overdag wordt gerust in bomen op bladeren. Het is een typische boombewoner die de eitjes echter afzet op de bodem in stilstaande wateren. De vrouwtjes zoeken elkaar op in de paartijd en zetten de eitjes in groepen af. De ongeveer 100 tot 500 eitjes worden bevestigd aan waterplanten op de bodem.